# 1337

## Събития
- Начало на Стогодишна война между Англия и Франция

## Починали
- Манса Муса, владетел на Мали
- 8 януари – Джото, италиански художник